# والدزاسن
شهر والدزاسن (به آلمانی: Waldsassen) در ایالت بایرن در کشور آلمان واقع شده‌است.